# Distribuição cosmopolita
Em biogeografia, distribuição cosmopolita é o termo para o alcance de um táxon que se estende por todo ou a maior parte do mundo em habitats apropriados. Diz-se que tal táxon, geralmente uma espécie, exibe cosmopolitismo. O extremo oposto de uma espécie cosmopolita é endêmica, sendo encontrada apenas em uma única localização geográfica.

## Qualificação
A ressalva “em habitat apropriado” é usada para qualificar o termo “distribuição cosmopolita”, excluindo na maioria dos casos regiões polares, altitudes extremas, oceanos, desertos ou pequenas ilhas isoladas. Por exemplo, a mosca doméstica é altamente cosmopolita, mas não é nem oceânica nem polar em sua distribuição.

## Termos e conceitos relacionados
O termo pandemismo também está em uso, mas nem todos os autores são consistentes no sentido em que usam o termo; alguns falam de pandemismo principalmente referindo-se a doenças e pandemias, e alguns como um termo intermediário entre endemismo e cosmopolitismo, na verdade considerando o pandemismo como subcosmopolitismo. Isso significa quase cosmopolitismo, mas com grandes lacunas na distribuição, digamos, ausência completa da Austrália. A terminologia varia, e há algum debate sobre se o verdadeiro oposto do endemismo é pandemismo ou cosmopolitismo.

## Exemplos
Distribuições cosmopolitas podem ser observadas tanto em espécies extintas quanto em espécies existentes. Por exemplo, Lystrosaurus era cosmopolita no início do Triássico após o evento de extinção Permiano-Triássico.
No mundo moderno, a orca, a baleia-azul e o grande tubarão-branco têm distribuição cosmopolita, estendendo-se pela maior parte dos oceanos da Terra. A vespa Copidosoma floridanum é outro exemplo, pois é encontrada em todo o mundo. Outros exemplos incluem humanos, gatos, cachorros, a abelha melífera ocidental, o líquen folioso Parmelia sulcata e o gênero de moluscos Mytilus. O termo também pode ser aplicado a algumas doenças. Pode resultar de uma ampla gama de tolerâncias ambientais ou da dispersão rápida comparada ao tempo necessário para a especiação.